# آرائوکیتا
آرائوکیتا (به اسپانیایی: Arauquita) یک منطقه مسکونی در کلمبیا است که در بخش آرائوکا واقع شده‌است.